# Žilov
Žilov település Csehországban, a Észak-plzeňi járásban. Žilov Nevřeň, Nekmíř, Ledce, Horní Bříza, Trnová, Tatiná és Příšov településekkel határos. Lakosainak száma 460 fő (2024. január 1.).

## Népesség
A település lakosságának változását az alábbi diagram mutatja:
| Lakosok száma | 343  | 415  | 439  | 415  | 372  | 427  | 419  | 426  | 470  | 460  |
|               | 1869 | 1900 | 1921 | 1961 | 1980 | 2011 | 2016 | 2019 | 2021 | 2024 |